# 1927年のル・マン24時間レース

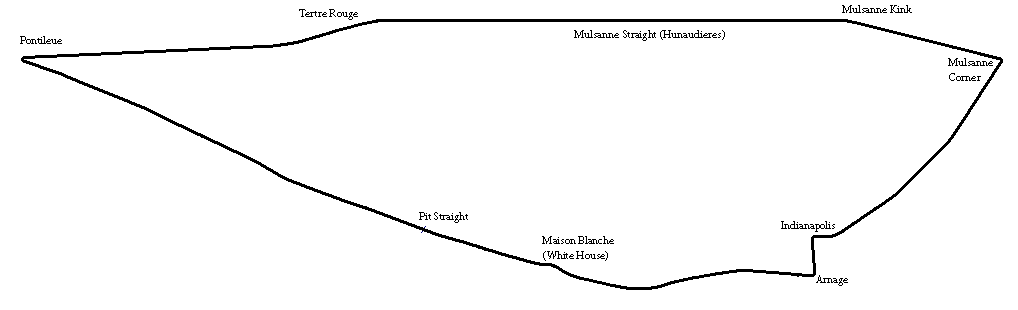
1927年のコース

1927年のル・マン24時間レース（24 Heures du Mans 1927 ）は、5回目のル・マン24時間レースであり、1927年6月12日から6月13日にかけてフランスのサルト・サーキットで行われた。

## 概要
出走したのは22台と少なかった。
完走は7台。
優勢なベントレーに対しアリエ・ド・ラリーやシャサーニュが対抗したが、最後の2時間程でリタイヤした。ダドリー・ベンジャフィールド（Dudley Benjafield ）/サミー・デイヴィス（Sammy Davis ）組のベントレー3号車が24時間で2369.807kmを平均速度98.740km/hで走って優勝した